# Dombóvár
Dombóvár es una ciudad situada en el condado de Tolna, en Hungría. Tiene una población estimada, a inicios de 2022, de 17 434 habitantes.